# 国府多賀城駅

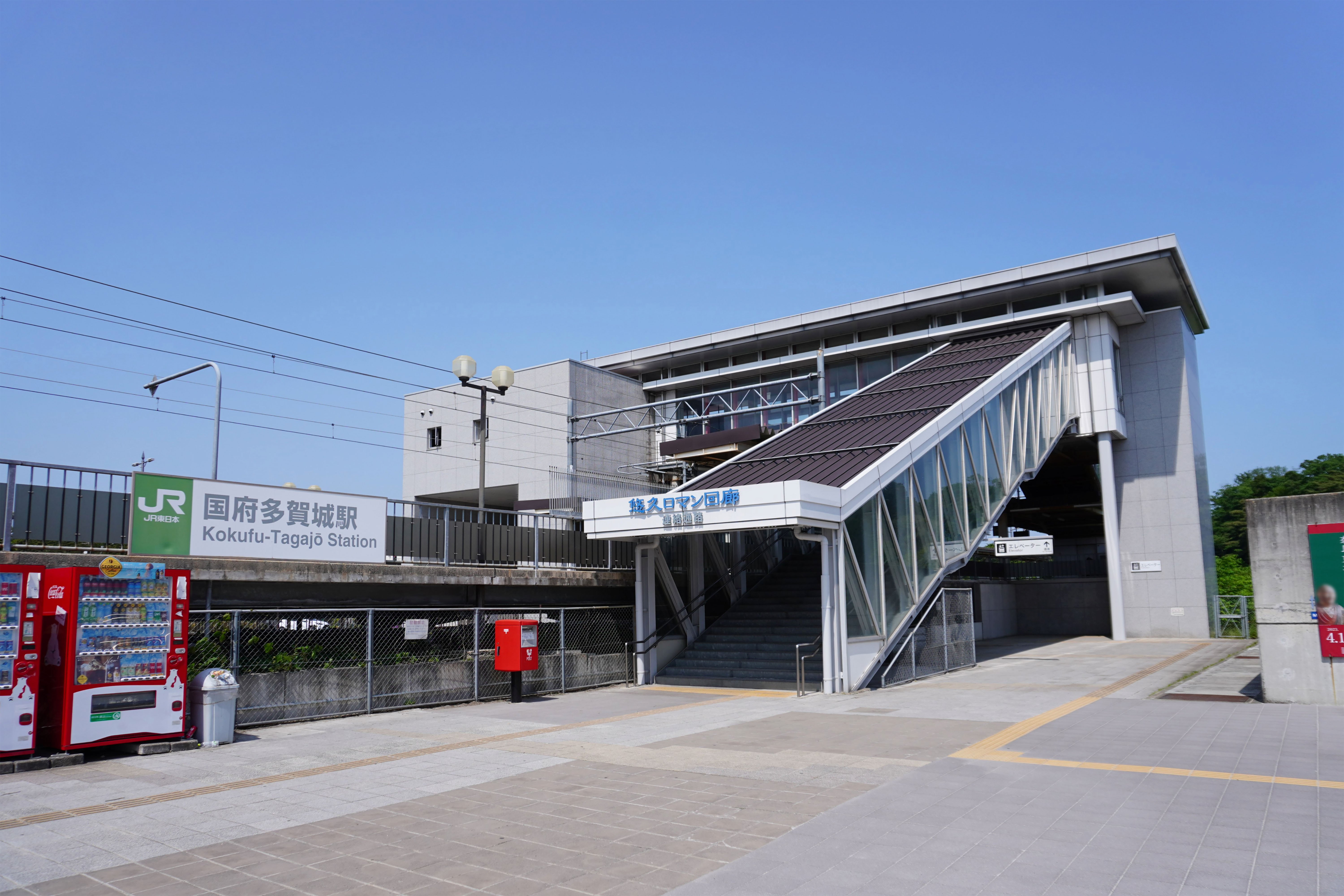
南口（2023年5月）

国府多賀城駅（こくふたがじょうえき）は、宮城県多賀城市浮島一丁目にある、東日本旅客鉄道（JR東日本）東北本線の駅である。
松島駅から分岐する支線を経由して仙石線へ直通する仙石東北ラインの列車も、東北本線内各駅停車タイプの快速（緑快速）に限り停車する。
多賀城市の請願により設置された（請願駅）。また、駅の建設費の一部は住民の寄附金によるものである。

## 歴史
古代に陸奥国府と鎮守府が置かれていた多賀城の史跡が駅周辺に存在することから、一般公募によって国府多賀城駅と決められた。なお、事業中の仮称は多賀城政庁駅であった。

### 年表
- 1999年（平成11年）2月：駅の設計を開始。
- 2001年（平成13年）9月29日：開業[2]。
- 2003年（平成15年）10月26日：ICカード「Suica」の利用が可能となる[報道 1]。
- 2015年（平成27年）5月30日：同日開業の仙石東北ラインのうち、東北本線内各駅停車タイプの快速の停車駅となる[報道 2]。
- 2021年（令和3年）11月30日：みどりの窓口の営業を終了[6]。
- 2024年（令和6年）10月1日：えきねっとQチケのサービスを開始[1][報道 3]。

## 駅構造
相対式ホーム2面2線を有する地上駅である。橋上駅舎を有している。なお、2番線のホームは廃止となった塩釜線の線路跡に建設されている。
仙台駅が管理し、JR東日本東北総合サービスが駅業務を受託する業務委託駅である。自動券売機と自動改札機（Suica、えきねっとQチケ対応）が設置されている。また、お客さまサポートコールシステムが導入されており、一部の時間帯はインターホンによる案内となる。
駅の南北を結ぶ自由通路は「悠久ロマン回廊」と呼称され、多賀城市が管理している。
開業時に開設された、南口（高崎口）のパークアンドライド用駐車場は、東日本大震災の際に一時被災者の仮設住宅用地となった後は空き地となっている。

### のりば
| 番線 | 路線            | 方向 | 行先                 |
| ---- | --------------- | ---- | -------------------- |
| 1    | ■東北本線       | 下り | 松島・小牛田方面     |
| 1    | ■仙石東北ライン | 下り | 高城町・石巻方面     |
| 2    | ■東北本線       | 上り | 仙台・白石・福島方面 |
| 2    | ■仙石東北ライン | 上り | 仙台方面             |

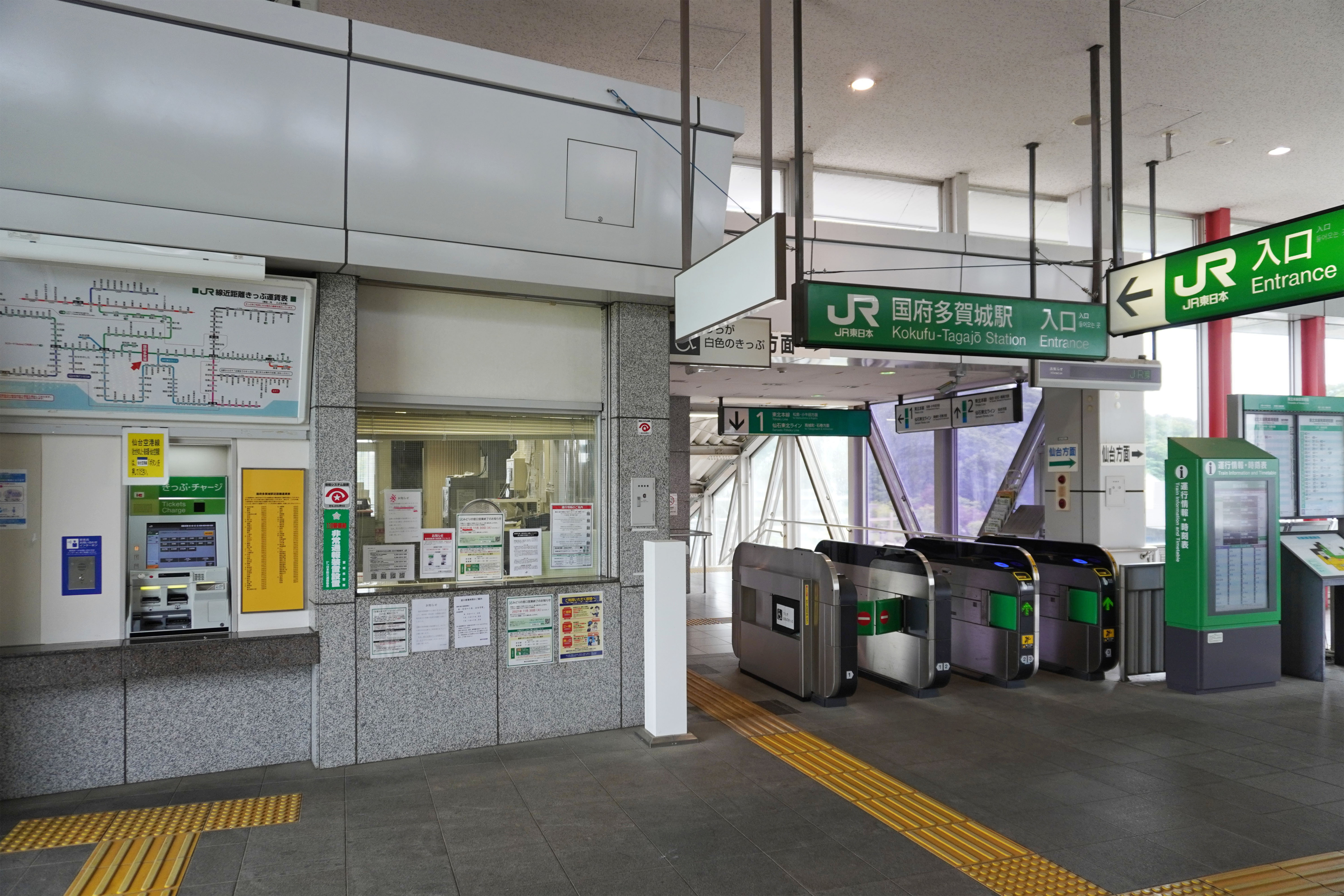
改札口（2023年5月）
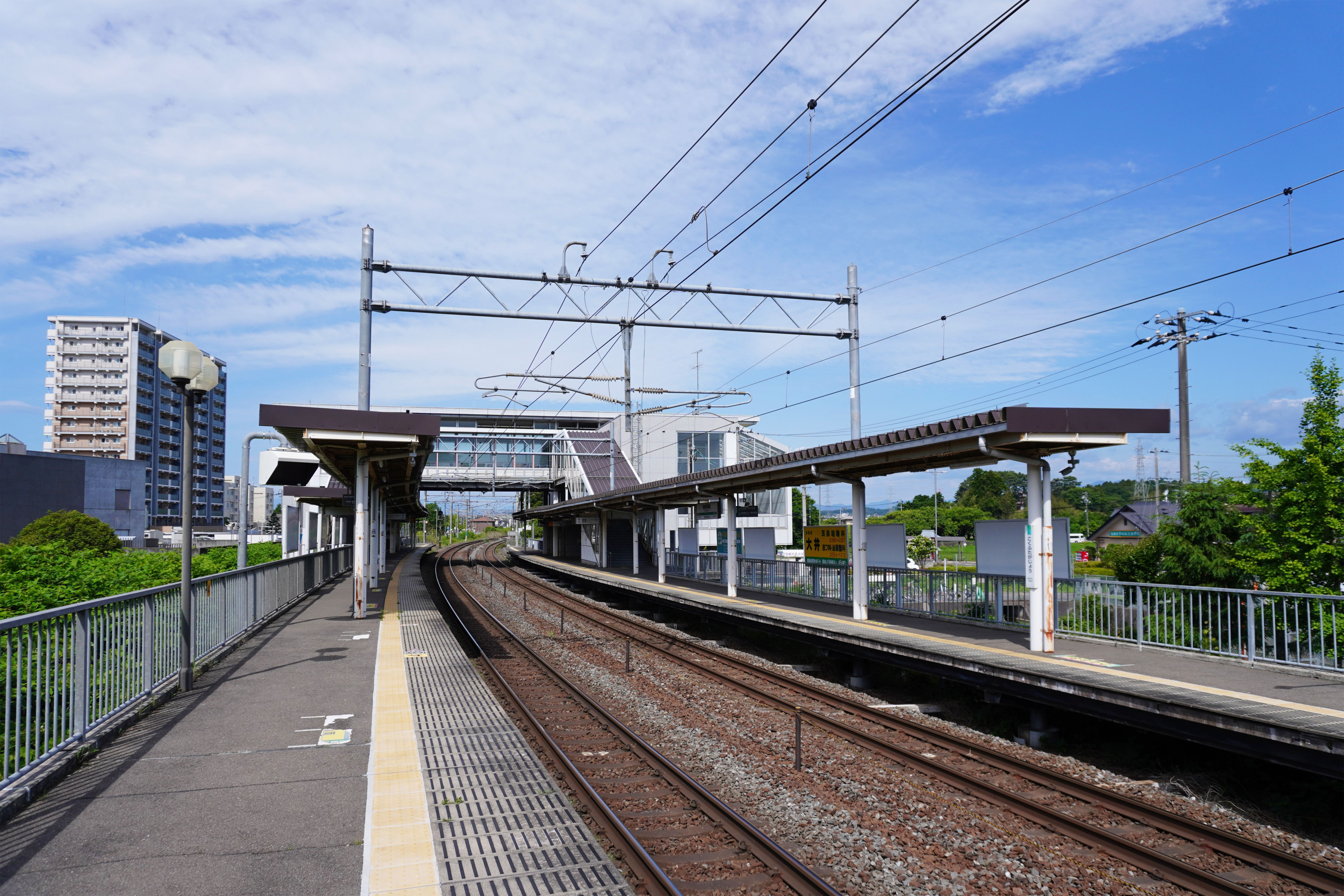
ホーム（2023年6月）

## 利用状況
JR東日本によると、2023年度（令和5年度）の1日平均乗車人員は1,035人である。
開業後の推移は以下のとおりである。
| 1日平均乗車人員推移 | 1日平均乗車人員推移 | 1日平均乗車人員推移 | 1日平均乗車人員推移 | 1日平均乗車人員推移    |
| 年度                | 定期外              | 定期                | 合計                | 出典                   |
| ------------------- | ------------------- | ------------------- | ------------------- | ---------------------- |
| 2001年（平成13年）  | 227                 | 167                 | 394                 | [ JR 2 ] [ 多賀城 1 ]  |
| 2002年（平成14年）  | 304                 | 244                 | 547                 | [ JR 3 ] [ 多賀城 1 ]  |
| 2003年（平成15年）  | 336                 | 347                 | 683                 | [ JR 4 ] [ 多賀城 1 ]  |
| 2004年（平成16年）  | 369                 | 463                 | 832                 | [ JR 5 ] [ 多賀城 1 ]  |
| 2005年（平成17年）  |                     |                     | 906                 | [ JR 6 ] [ 多賀城 1 ]  |
| 2006年（平成18年）  |                     |                     | 976                 | [ JR 7 ] [ 多賀城 1 ]  |
| 2007年（平成19年）  |                     |                     | 1,014               | [ JR 8 ] [ 多賀城 1 ]  |
| 2008年（平成20年）  |                     |                     | 1,099               | [ JR 9 ] [ 多賀城 1 ]  |
| 2009年（平成21年）  |                     |                     | 1,091               | [ JR 10 ] [ 多賀城 1 ] |
| 2010年（平成22年）  |                     |                     | 1,052               | [ JR 11 ] [ 多賀城 1 ] |
| 2011年（平成23年）  |                     |                     | 1,053               | [ JR 12 ] [ 多賀城 2 ] |
| 2012年（平成24年）  | 373                 | 731                 | 1,104               | [ JR 13 ] [ 多賀城 2 ] |
| 2013年（平成25年）  | 381                 | 733                 | 1,114               | [ JR 14 ] [ 多賀城 2 ] |
| 2014年（平成26年）  | 381                 | 737                 | 1,118               | [ JR 15 ] [ 多賀城 2 ] |
| 2015年（平成27年）  | 390                 | 714                 | 1,105               | [ JR 16 ] [ 多賀城 2 ] |
| 2016年（平成28年）  | 369                 | 695                 | 1,065               | [ JR 17 ] [ 多賀城 2 ] |
| 2017年（平成29年）  | 376                 | 691                 | 1,068               | [ JR 18 ] [ 多賀城 2 ] |
| 2018年（平成30年）  | 378                 | 707                 | 1,085               | [ JR 19 ] [ 多賀城 3 ] |
| 2019年（令和元年）  | 325                 | 721                 | 1,046               | [ JR 20 ] [ 多賀城 3 ] |
| 2020年（令和02年）  | 199                 | 607                 | 807                 | [ JR 21 ] [ 多賀城 3 ] |
| 2021年（令和03年）  | 242                 | 632                 | 874                 | [ JR 22 ] [ 多賀城 3 ] |
| 2022年（令和04年）  | 294                 | 684                 | 978                 | [ JR 23 ] [ 多賀城 3 ] |
| 2023年（令和05年）  | 340                 | 695                 | 1,035               | [ JR 1 ]               |

## 駅周辺
多賀城市の中心市街地（多賀城市役所など）は南に離れた仙石線の多賀城駅が最寄り駅である。当駅周辺には史跡・博物館があるほか、住宅や店舗も増えているが、空き地も多い。

### 北口
- 多賀城跡（政庁跡および多賀城碑、国の特別史跡）[2]
- 浮島神社
- 宮城県道35号泉塩釜線
- 「ユーアイバス」多賀城東部線「国府多賀城駅」停留所

### 南口
- 多賀城跡（廃寺跡）
- 多賀神社
- 東北歴史博物館[2]
- 多賀城市立高崎中学校
- 多賀城市立城南小学校
- 高崎簡易郵便局

## 隣の駅
東日本旅客鉄道（JR東日本）
■東北本線・■■仙石東北ライン
■特別快速・■快速（赤快速）
通過
■快速（緑快速）・■普通
陸前山王駅 - 国府多賀城駅 - 塩釜駅

### 記事本文

#### 報道発表資料
1. ↑  『2003年10月26日（日）仙台エリアSuica（スイカ）デビュー!』（PDF）（プレスリリース）東日本旅客鉄道、2003年8月21日。オリジナルの2020年5月26日時点におけるアーカイブ。2020年5月26日閲覧。
2. ↑  『2015年5月ダイヤ改正について』（PDF）（プレスリリース）東日本旅客鉄道仙台支社、2015年2月26日。オリジナルの2020年5月24日時点におけるアーカイブ。2020年12月11日閲覧。
3. ↑  『Suicaエリア外もチケットレスで! 東北エリアから「えきねっとQチケ」がはじまります』（PDF）（プレスリリース）東日本旅客鉄道、2024年7月11日。オリジナルの2024年7月11日時点におけるアーカイブ。2024年8月1日閲覧。

#### 新聞記事
1. ↑  「＜いぎなり仙台／途中下車の旅すっぺ＞JR東北線国府多賀城駅（多賀城市） 悠久のロマン薫る史跡」『河北新報』2022年7月12日。2023年2月12日閲覧。

### 利用状況
JR東日本
1. 1 2  “各駅の乗車人員（2023年度）”.   東日本旅客鉄道. 2024年7月22日閲覧。
2. ↑  “各駅の乗車人員（2001年度）”.   東日本旅客鉄道. 2019年7月11日閲覧。
3. ↑  “各駅の乗車人員（2002年度）”.   東日本旅客鉄道. 2019年7月11日閲覧。
4. ↑  “各駅の乗車人員（2003年度）”.   東日本旅客鉄道. 2019年7月11日閲覧。
5. ↑  “各駅の乗車人員（2004年度）”.   東日本旅客鉄道. 2019年7月11日閲覧。
6. ↑  “各駅の乗車人員（2005年度）”.   東日本旅客鉄道. 2019年7月11日閲覧。
7. ↑  “各駅の乗車人員（2006年度）”.   東日本旅客鉄道. 2019年7月11日閲覧。
8. ↑  “各駅の乗車人員（2007年度）”.   東日本旅客鉄道. 2019年7月11日閲覧。
9. ↑  “各駅の乗車人員（2008年度）”.   東日本旅客鉄道. 2019年7月11日閲覧。
10. ↑  “各駅の乗車人員（2009年度）”.   東日本旅客鉄道. 2019年7月11日閲覧。
11. ↑  “各駅の乗車人員（2010年度）”.   東日本旅客鉄道. 2019年7月11日閲覧。
12. ↑  “各駅の乗車人員（2011年度）”.   東日本旅客鉄道. 2019年7月11日閲覧。
13. ↑  “各駅の乗車人員（2012年度）”.   東日本旅客鉄道. 2019年7月11日閲覧。
14. ↑  “各駅の乗車人員（2013年度）”.   東日本旅客鉄道. 2019年7月11日閲覧。
15. ↑  “各駅の乗車人員（2014年度）”.   東日本旅客鉄道. 2019年7月11日閲覧。
16. ↑  “各駅の乗車人員（2015年度）”.   東日本旅客鉄道. 2019年7月11日閲覧。
17. ↑  “各駅の乗車人員（2016年度）”.   東日本旅客鉄道. 2019年7月11日閲覧。
18. ↑  “各駅の乗車人員（2017年度）”.   東日本旅客鉄道. 2019年7月11日閲覧。
19. ↑  “各駅の乗車人員（2018年度）”.   東日本旅客鉄道. 2019年7月11日閲覧。
20. ↑  “各駅の乗車人員（2019年度）”.   東日本旅客鉄道. 2020年7月11日閲覧。
21. ↑  “各駅の乗車人員（2020年度）”.   東日本旅客鉄道. 2021年7月23日閲覧。
22. ↑  “各駅の乗車人員（2021年度）”.   東日本旅客鉄道. 2022年8月6日閲覧。
23. ↑  “各駅の乗車人員（2022年度）”.   東日本旅客鉄道. 2023年7月13日閲覧。

多賀城市統計書
1. 1 2 3 4 5 6 7 8 9 10  “10.運輸・通信” (PDF). 平成22年度版統計書.   多賀城市 (2010年). 2019年2月7日時点のオリジナルよりアーカイブ。2019年2月7日閲覧。
2. 1 2 3 4 5 6 7  “10.運輸・通信” (PDF). 平成29年度版統計書.   多賀城市 (2017年). 2019年2月7日時点のオリジナルよりアーカイブ。2019年2月7日閲覧。
3. 1 2 3 4 5  “10.運輸・通信” (PDF). 令和4年度版統計書.   多賀城市 (2022年). 2024年9月26日時点のオリジナルよりアーカイブ。2024年9月27日閲覧。